# 박주용 (가수)
박주용(1961년 ~ )은 대한민국의 가수이다.
그남의 현재 거주지는 경상북도 포항시이다.

## 음반
- 2000년 첫사랑
- 2002년 회전문
- 2009년 당신이 명품 / 첫사랑
- 2013년 용아
- 2017년 5집 천생연분 내사랑